# SN 1999M
SN 1999M – supernowa typu Ia odkryta 13 stycznia 1999 roku w galaktyce A100546-0727. W momencie odkrycia miała maksymalną jasność 23,40m.